# Popcorn

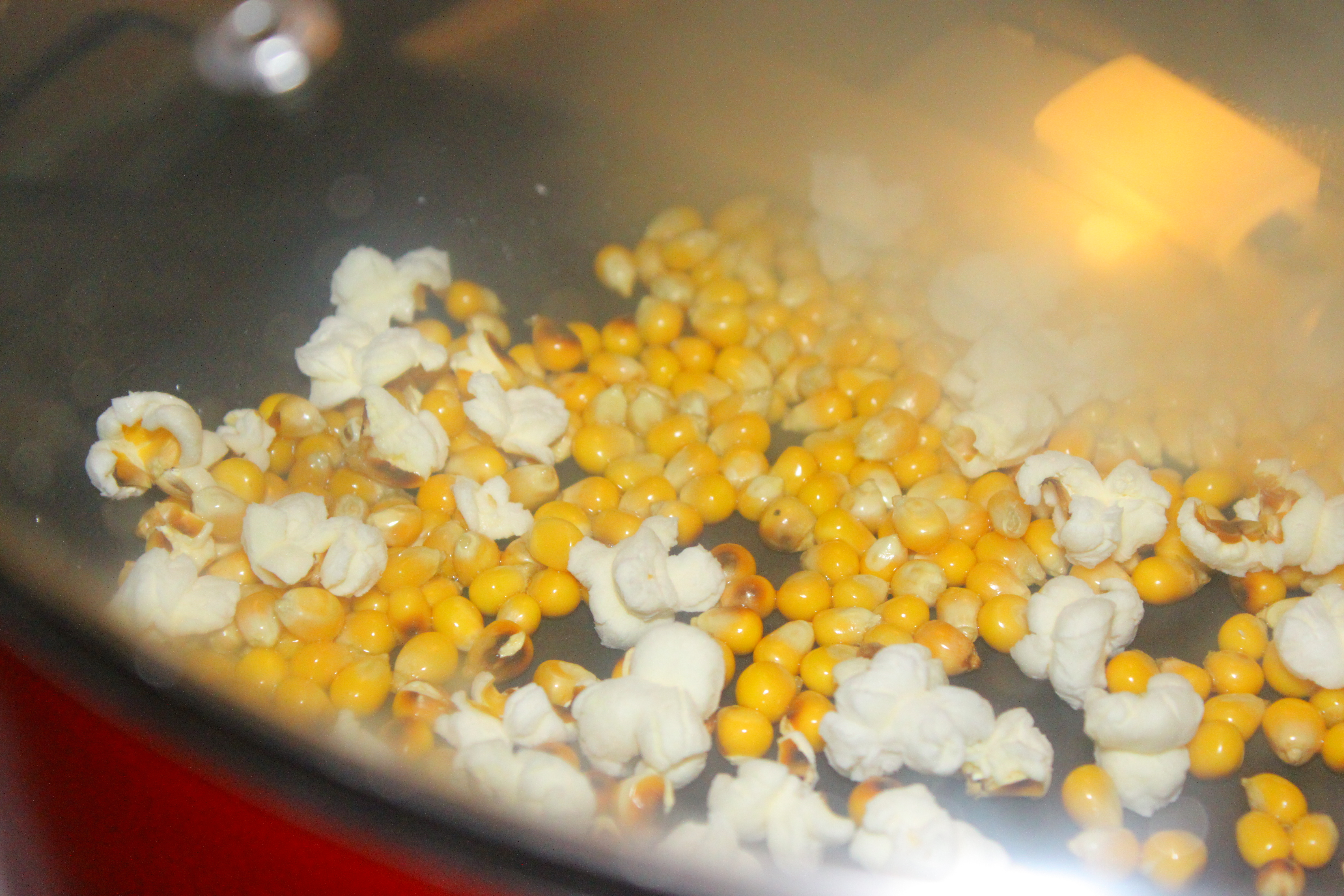
Popcorn se vaří na pánvi

Popcorn, počeštěně popkorn, pražená kukuřice nebo kukuřičné pukance je pokrm z pražené kukuřice. Popcorn označuje zároveň i skupinu odrůd kukuřice, jejichž zrna dokáží při zahřátí efektivně puknout a vytvořit tak potravinu stejného jména. Historický původ má v Jižní Americe, jako pochutina se rozšířil nejvíce během začátku 20. století.

## Historie
K domestikaci kukuřice došlo již před 9-8 tisíci lety v Mexiku, kde začali domorodí obyvatelé sbírat a pěstovat semena předchůdce dnešní kukuřice, trávy teosinte. Nálezy z Peru poukazují na to, že kukuřice typu popcorn byla konzumována již před více než 6,5 tisíci lety, ačkoli se výsledný výrobek zcela nepodobal současnému popcornu.
Popcorn byl historicky důležitou součástí kultury a stravy Aztéků. Ze 17. století je zdokumentované i užívání puklých zrn kukuřice jako ozdob mezi domorodými obyvateli Jižní Ameriky. Peruánci také popcorn jedli na sladko, na základě čehož pak začali evropští kolonisté jíst rozpukanou kukuřici ke snídani jako cereálie - s cukrem a zalité smetanou.

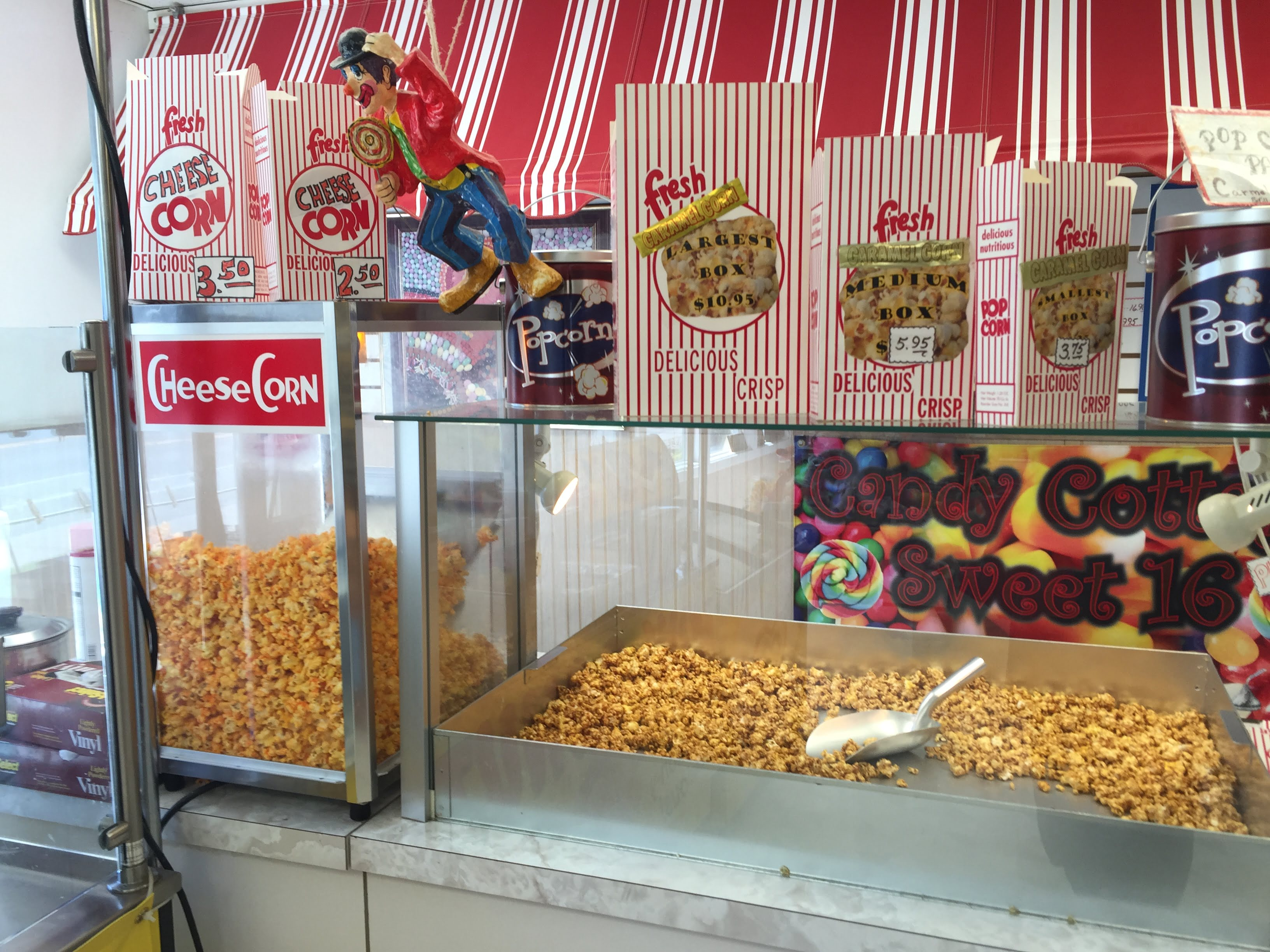
Prodej popcornu ve státě New York, USA.

V polovině 19. století nabyl popcorn na popularitě a rozšířil se postupně z Jižní Ameriky na východní pobřeží Severní Ameriky a z něj do zbytku Spojených států. S masovým vyséváním kukuřice po celých Spojených státech a s průmyslovou revolucí získaly odrůdy popcorn na rozšíření i oblibě a rozšířily se následně do celého světa.
V roce 1893 si obchodník Charles Cretors z Ohia nechal patentovat pojízdný stroj na výrobu popcornu vyrobený na základě stroje na pražení arašídů. Používal směs másla, sádla a soli spolu s kukuřičným zrnem, která dodala popcornu typickou chuť.
Ve 20. letech 20. století se díky přidání zvuku k filmům začaly různé pamlsky rozšiřovat v kinech, neboť nebylo třeba dávat tolik pozor na psané titulky. Spolu s nimi nabyl na popularitě i popcorn. V polovině 40. let byla polovina v USA vypěstovaného popcornu konzumována právě v kinech. Další vlna popularity přišla pak v 80. letech 20. století se vznikem popcornu k domácí přípravě v mikrovlnné troubě.

## Výroba a domácí příprava

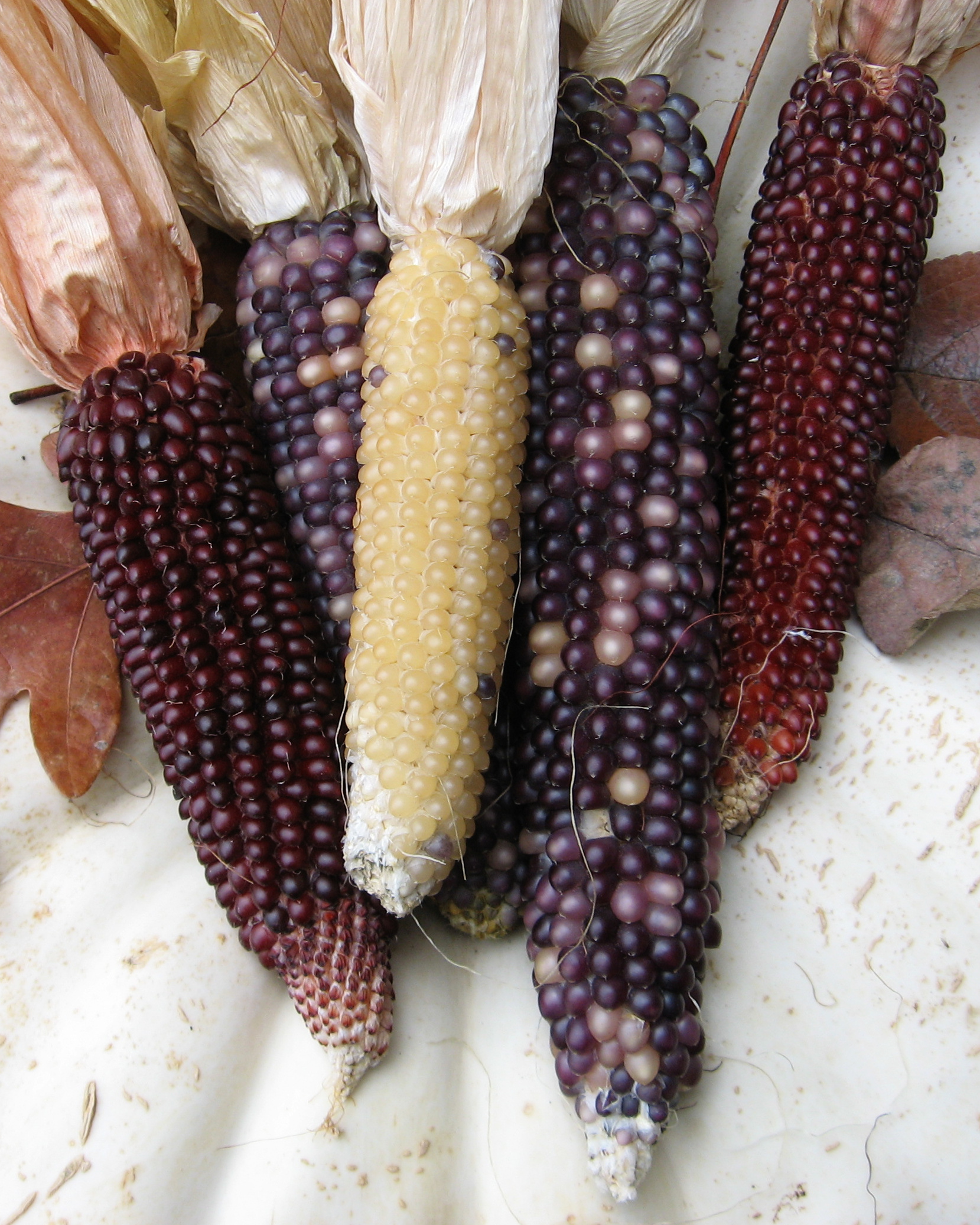
Různé barevné odrůdy kukuřice skupiny popcorn.

Ačkoli každá odrůda kukuřice je do nějaké míry schopná puknutí zrna, pouze část je na výrobu popcornu jako pochutiny skutečně vhodná. Jde o odrůdy se stejným jménem - popcorn. Ty obsahují vysoké množství škrobu a určitý podíl tuku a vlhkosti, ale mají zároveň tvrdý obal zrna (perikarp). Ten při zahřátí udrží uvnitř zrna vznikající páru, která následně způsobí jeho kompletní puknutí. Struktura škrobu, který je hlavní složkou zrna, se zahřátím změní na pěnovitou, zrno se „převrátí naruby“ a dostane charakteristický tvar (vizuálně podobný bílému květu).
Důležité je při procesu výroby dosáhnout optimální teploty v krátkém čase, aby pára ze zrna pouze postupně neunikla, ale skutečně způsobila puknutí. Pokud ale teplota naopak naroste moc rychle, nemusí dojít k dostatečnému roztečení škrobu uvnitř zrna, což poté vede k jen částečně rozpuklým zrnům s tvrdým jádrem.
Při sklizni odrůd popcorn je třeba používat opatrnějších metod sběru klasů a třídění zrn, aby nedošlo k poškození obalu semen a nesnížila se tím jejich pukavost. Rostliny jsou také o něco menší než běžné odrůdy kukuřice. Hlavním ukazatelem kvality zrn je pak jejich schopnost se při puknutí dostatečně zvětšit. Vhodný obsah vody pro správné puknutí je 13,5-15 % váhy zrna, kvůli tomu ale i prevenci plísní jsou tak zrna po sklizni dosušována.
Ačkoli je výsledný produkt bílé barvy, obaly kukuřičných zrn (perikarpy) k výrobě popcornu používaných mohou být různě barevné dle odrůdy kukuřice: od nejvíce komerčně využívané žluté, která vytváří největší pukance, po červenou (odrůda Ruby Red), modrou (odrůda Hopi Blue) i téměř černou barvu (odrůda Black Jewell).

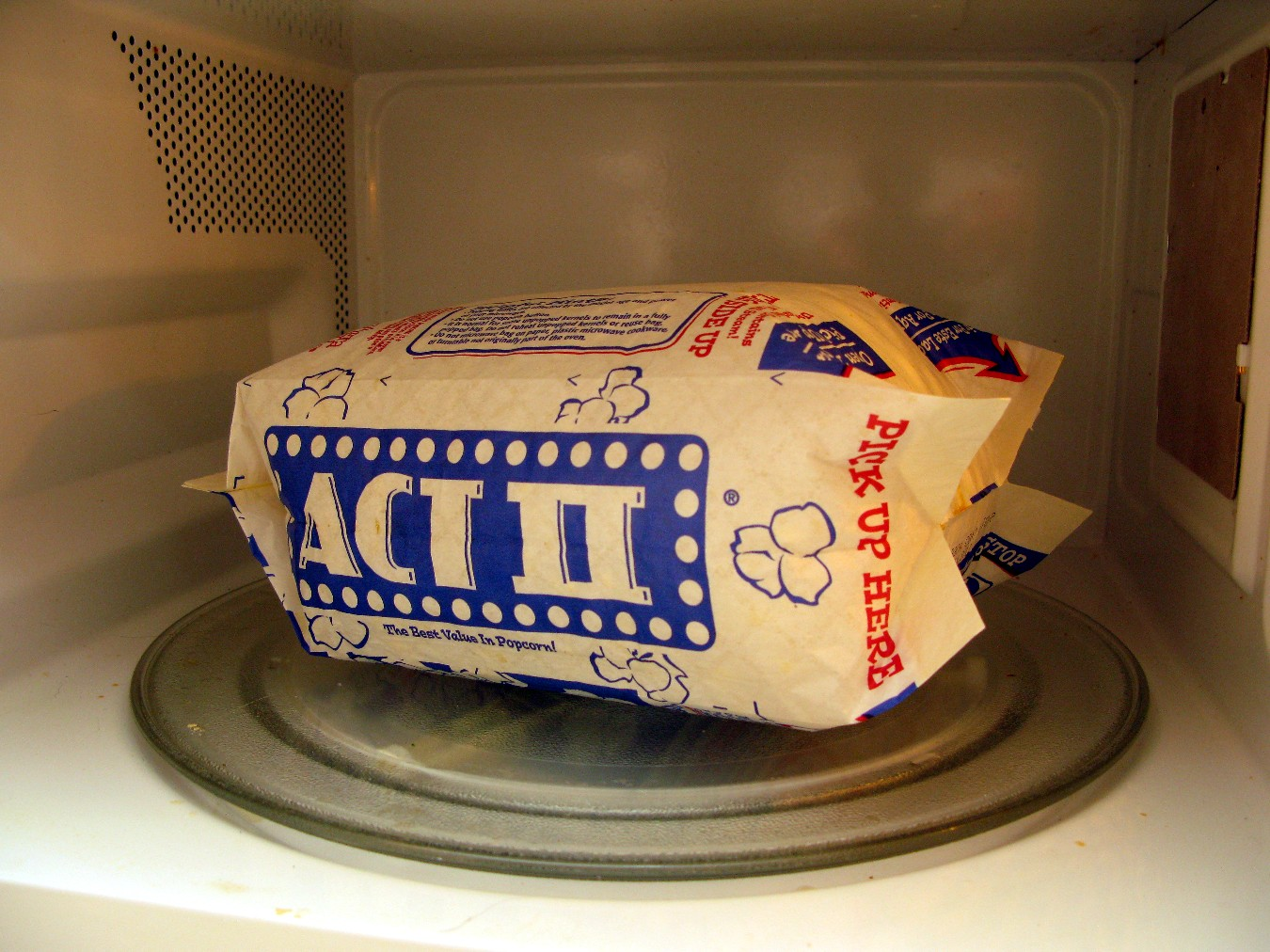
Příprava popcornu v mikrovlnné troubě.

Kromě mikrovlnné trouby je možné připravit popcorn i v popkornovači (tzv. air-popper, nevyžaduje přidání tuku a využívá pouze horký vzduch) nebo pořídit popcornovací mísu vložitelnou přímo do mikrovlnné trouby. Na plotně je možné popcorn upéct ve větší uzavřené pánvi nebo rendlíku na lžičce rozehřátého řepkového oleje při střední teplotě během 3-4 minut za pravidelného třesení. Tradičně byly k výrobě popcornu užívány hliněné nádoby posazené do horkého písku.
Většinou se popcorn vylepšuje příchutěmi. Nejčastější variantou je slaný nebo máslový popcorn, prodejci ale nabízejí široké spektrum příchutí od slaných po sladké (sýrový, šunkový, slaninový, jarní cibulka, karamel, čokoláda a další). Hotový neochucený popcorn je možné i doma dále obalit ve směsi koření nebo rozehřáté čokoládě, karamelu či jiné omáčce a krátce zapéct v troubě (asi 15 minut na 150 stupňů Celsia).

## Výživové hodnoty

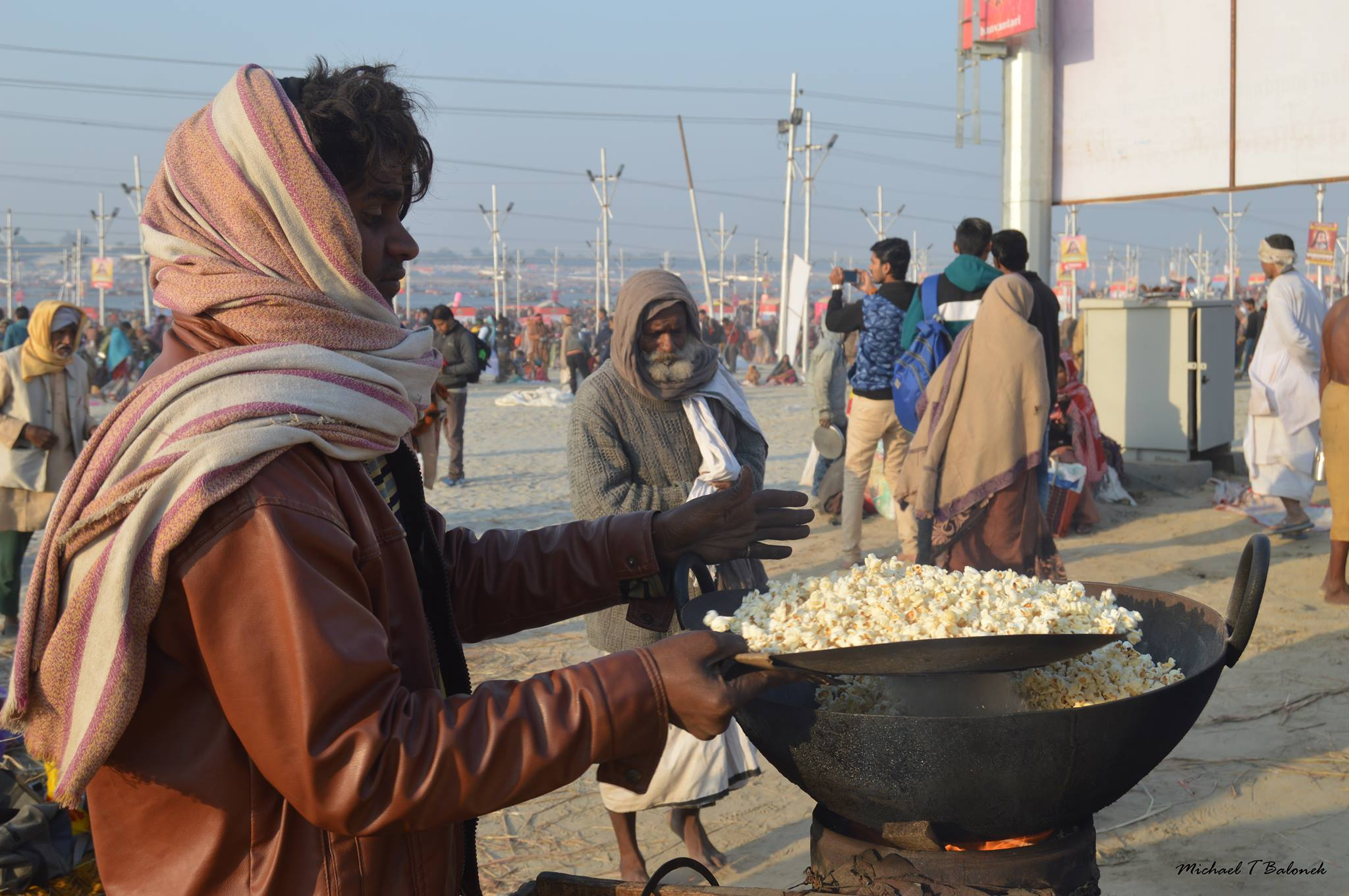
Pouliční prodej popcornu v Indii.

Pokud je k jeho výrobě použit jen horký vzduch (za využití air-popperu, tedy popkornovače bez nutnosti přidání tuku), je popcorn potravina s nízkým množstvím tuku, obsahem vlákniny 1-2 %, přičemž 3/4 tvoří škrob. Zároveň obsahuje vysoké množství polyfenolů, které působí v těle jako antioxidanty a redukují zánětlivé reakce. Jelikož je složen pouze z kukuřičného zrna, podobá se nutriční hodnota rýži, pšenici a dalším obilninám. Jde tak o levnou pochutinu bez konzervantů a dalších přidaných přísad jako sůl nebo cukr, která je zdravější alternativou dalších oblíbených pochutin jako tyčinky, brambůrky a další.

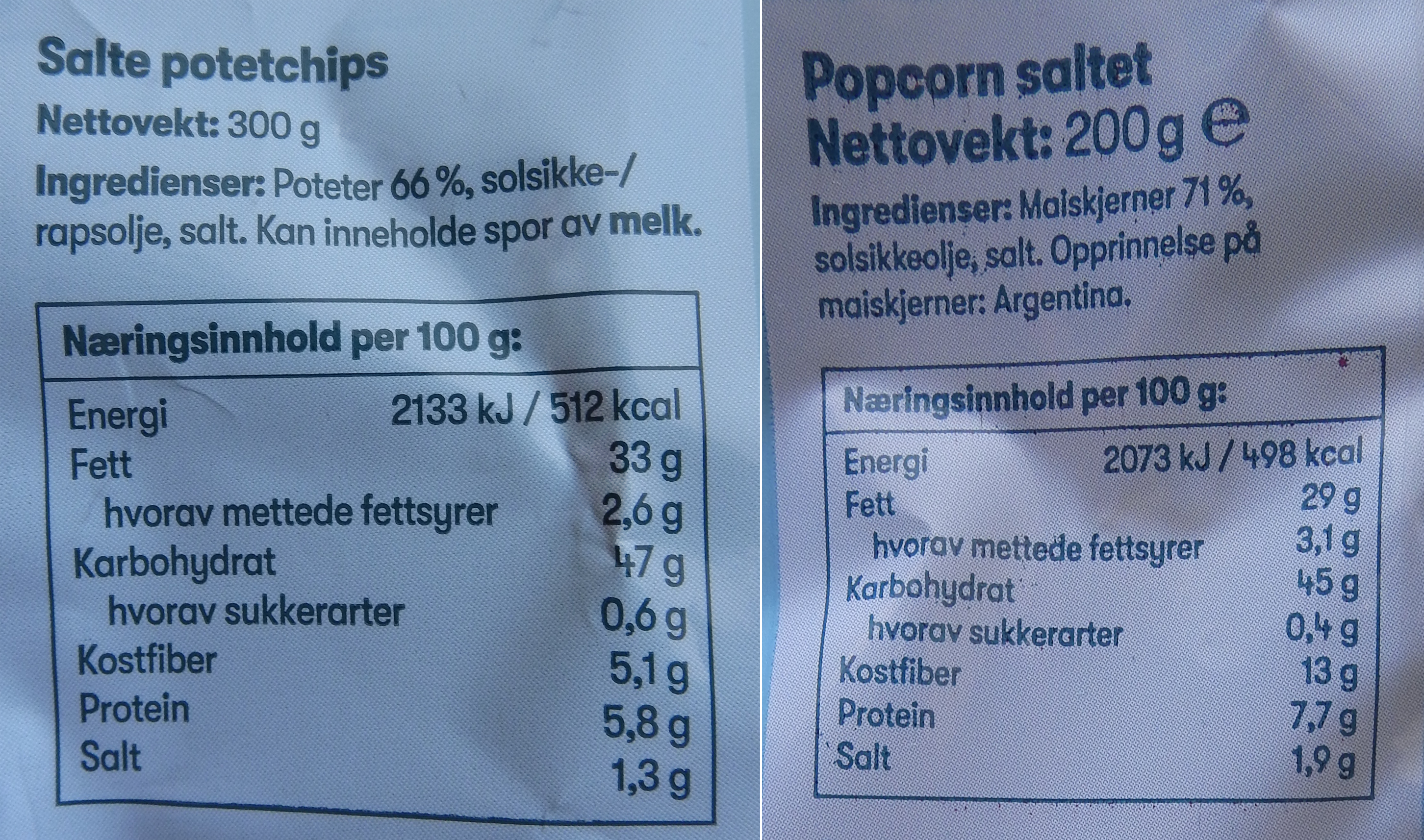
Srovnání výživových hodnot chipsů a popcornu stejné značky.

Komerčně vyráběný a v supermarketech či kinech prodávaný popcorn ale běžně obsahuje vysoké množství soli (nebo cukru u sladkých variant), tuku a v případě ochucení i různá další umělá aditiva. (Stejně tak domácí výroba popcornu na sporáku vyžaduje přidání tuku.) Zatímco popcorn připravovaný výhradně na horkém vzduchu obsahuje zhruba 387 kcal a 4,5 gramů tuku na 100 gramů, máslový popcorn do mikrovlnné trouby už obsahuje 538 kcal a 8,7 gramů tuku. Stejné množství popcornu v amerických multiplexových kinech obsahuje násobek těchto hodnot. Velký popcorn zakoupený v kině může obsahovat více než 1 000 kcal a okolo 60 gramů tuku.
Výživová hodnota popcornu a vhodnost k pravidelné konzumaci tak velmi závisí na způsobu jeho přípravy a zkonzumovaném množství.